# Ketevan Sepashvili
Ketevan Sepashvili (geboren im Januar 1981) ist eine georgische Pianistin.

## Leben, Werk
Ketevan Sepashvili begann ihre Ausbildung an der Paliashvili Musikschule für musikalisch hochbegabte Kinder bei Tamar Pchakadze, studierte später am Staatlichen Konservatorium von Tiflis bei Svetlana Korsantia. Sie bekam ein Stipendium für die Schweiz und setzte ihre Studien von 2005 bis 2007 bei Hans-Jürg Strub an der Zürcher Hochschule der Künste fort. Weitere Lehrer waren beispielsweise Alexander Korsantia, Pnina Salzman oder Sontraud Speidel.
Die Künstlerin gastierte bei einer Reihe von Festivals, beispielsweise dreimal bei Klavierissimo in der Schweiz, beim Mozartfest Augsburg, beim Liszt Festival Raiding in Österreich oder beim Rubinstein Piano Festival im polnischen Łódź. Sie trat in zahlreichen Konzertsälen Europas auf, debütierte im November 2017 im Wiener Musikverein solistisch mit Bach, Chopin and Liszt und spielt seither regelmäßig dort. Sie wurde in den Kursaal Bad Cannstatt eingeladen, trat auf Schloss Weidenkam am Starnberger See auf, im Alten Rathaus in Wien, in Triest, Turin, Tbilisi und Warschau. Zu ihrem Repertoire zählen insbesondere Werke von Bach, Mozart, Schubert, Schumann, Chopin, Liszt, Rachmaninov und Prokofiev. Sie musiziert häufig in kammermusikalischen Formationen, oft mit georgischen Landsleuten wie der Sopranistin Madina Karbeli, der Geigerin Veriko Tchumburidze oder dem Flötisten Temo Kharshiladze.
Sie lebt in Wien.

## Aufnahmen
Neben zahlreichen Radioaufnahmen ihrer Konzerte besteht auch eine Reihe von CD-Publikationen:
- Faust, Werke von Rachmaninoff und Liszt, Gramola Records 2012
- Fantasiebilder, Werke von Schumann und Rachmaninoff, Gramola Records 2016
- Undine, Meilensteine für Flöte, Werke von Reinecke, Taktakishvili und Prokofiev, mit Temo Kharshiladze (Flöte), Gramola 2019
- Poetry of Silence, mit Temo Kharshiladze und Madina Karbeli (Sopran)

## Preise
- 2001 Second Tbilisi International Piano Competition, Tiflis – Best Georgian Performer
- 2002 Taneev Chamber Music Competition in Kaluga – Beste Brahms-Interpretation
- 2002 International Piano Competiton Vianna da Motta in Lissabon – 4. Preis